# GHV2
GHV2, што је скраћено од Greatest Hits Volume 2 (срп. Највећи хитови број 2) је друга компилација највећих хитова, а четврта компилација уопштено, поп певачице Мадоне издата 12. новембра 2001. године од стране Maverick Records. Албум је директни наследник њеног првог албума највећих хитова, The Immaculate Collection, и хронолошки се надовезује на њега. Не садржи нове песме, и изашао је у исто време када и DVD снимак њене тада актуелне турнеје, Drowned World Tour 2001. Компилација је продата у око 7 милиона примерака.
Промо албум GHV2 Remixed, који није био доступан у продаји, и који је садржао ремиксе већине песама са диска, изашао је у исто време како би промовисао компилацију.

## Историја албума
Први назив компилације био је The Second Coming, али је промењен у задњи час од стране издавачке куће Warner Bros. Наслови који су кружили међу гласинама о компилацији били су The Immaculate Collection Part Deux, Hit Lady - The Best of 1991-2001, Veronica Electronica и Sex Makes The World Go Round, од којих је последњи очигледна пародија на Мадонину песму Love Makes The World Go Round са албума True Blue, али на сву срећу, то су биле само гласине. Када је коначни наслов коначно утврђен, датум издавања постао је једанаеста годишњица од албума The Immaculate Collection. Компилација садржи Мадонине највеће хитове у распону од песме Erotica из 1992, па све до What It Feels Like for a Girl из 2001. Као и претходна, и ова компилација је садржала 15 хит синглова, али не и нове песме, иако су постојале приче да ће као и The Immaculate Collection, ова садржати две нове песме. Тим поводом, Мадона је изјавила:

Нисам снимила ништа ново за ову компилацију, јер је ово колекција мојих највећих хиитова. Нова песма би значила да се лажно рекламирам, јер, ако је нова онда не може да буде међу највећим хитовима. Било би то мало умишљено са моје стране, зар не?

упркос чињеници да је њена претходна компилација садржала две нове песме.
У интервјуу са новинаром BBC-ја Џоом Вајлијем, Мадона је о избору песама изјавила да је "желела само песме које је могла да слуша пет пута узастопно“. Као и на прошлој компилацији, неки од њених синглова нису били укључени. Песма American Pie, велики хит, је искључена као "казна", јер ју је Мадона нерадо ставила на свој претходни студијски албум. "То је било нешто за шта је извесни директор издавачке куће морао да ми уврне руку, али она није припадала албуму, па је зато сад кажњен", изјавила је.
Како би се избегла могућа Parental Advisory налепница, у песми Human Nature је стих I'm not your bitch, don't hang your shit on me замењен само са It's human nature, а и сама песма је скраћена. Од 14 осталих песама, још 9 је скраћено, како би се сачувао простор на диску.
Пошто на албуму није било нових песама, промо мегамикс под називом Thunderpuss GHV2 Megamix је служио као једини промо-сингл. Песме које су чиниле мегамикс су Don't Tell Me, Erotica, Secret, Frozen, What It Feels Like For A Girl, Take a Bow, Deeper and Deeper, Music и Ray of Light, у том редоследу. Спот овог сингла је био сачињен као микс Мадонина 23 видеа.
Омот и дизајн албума није донео много нових слика: омот је промотивна слика Мадонине тада актуелне турнеје. Лого у десном углу (који се налазио на налепници) који је написан неразумљивим јапанским текстом, добијен је укуцавањем речи Madonna на нормалној тастатури уз коришћење јапанског фонта, и на јапанском нема смисла. Натпис GHV2 је, иако је јако ситан, ипак могуће видети у Мадонином оку. Специјално издање са додацима у виду фотографија и буклета је издато у децембру 2001. Оба издања, и нормално и специјално, садрже на "кичми" албума са унутрашње стране прилично скривен натпис који садржи цитат из песме Human Nature, а он гласи 'Express Yourself, Don't Repress Yourself'.
Званични сајт албума још увек постоји и активан је. Адреса сајта гласи https://web.archive.org/web/20080119200917/http://madonnaghv2.co.uk/, и још увек је могуће даунлоудовати промотивни семплер компилације са сајта директним приступањем на њега, или кликом на овај линк. У време издавања албума, била је актуелна и наградна игра по којој је било потребно сакупити 9 печата (које је још увек могуће видети на промо семплеру) кликом на View the Madonna GHV2 postcard, а главна награда био је редак потписани примерак албума.

## Списак песама
| #   | Title | Time |
| --- | --- | ---- |
| 1.  | са албума Аутори: Мадона, Шеп Петибон, Ентони Шимкин Продуценти: Мадона и Шеп Петибон                                        | 4:54 |
| 2.  | са албума Аутори: Мадона, Шеп Петибон, Ентони Шимкин Продуценти: Мадона и Шеп Петибон                                        | 4:33 |
| 3.  | са аблума Bedtime StoriesАутори: Мадона, Дејв Хоч, Шон МекКензи, Кевин МекКензи, Мајкл Диринг Продуценти: Мадона и Дејв Хол                 | 4:32 |
| 4.  | са албума Аутори: Мадона, Далас Остин, Шеп Петибон Продуценти: Мадона и Далас Остин                                          | 4:32 |
| 5.  | са албума Evita Аутори: Тим Рајс и Ендру Лојд Вебер Продуценти: Најџел Рајт, Алан Паркер, Ендру Лојд Вебер и Дејвид Кедик    | 4:51 |
| 6.  | са албума Аутори: Нил Хупер, Нил Хупер, Бјорк, Маријус ДеВријес Продуценти: Нил Хупер и Мадона                               | 4:07 |
| 7.  | са албума Аутори: Мадона, Рик Новелс Продуценти: Мадона, Вилијам Орбит и Патрик Леонард                                      | 4:12 |
| 8.  | са саундтрека филма Остин Пауерс: Шпијун који ме је креснуо Аутори: Мадона, Вилијам Орбит Продуценти: Мадона и Вилијам Орбит | 3:58 |
| 9.  | са албума Аутори: Мадона, Патрик Леонард Продуценти: Мадона, Вилијам Орбит и Патрик Леонард                                  | 5:09 |
| 10. | са албума Аутори: Бејбифејс, Мадона Продуценти: Бејбифејс и Мадона                                                           | 4:31 |
| 11. | са албума Аутори: Мадона, Вилијам Орбит, Клајв Малдун, Дејв Кертис, Кристина Лич Продуценти: Мадона и Вилијам Орбит          | 4:35 |
| 12. | са албума Аутори: Мадона, Мирвајз Ахмадзаи, Џо Хенри Продуценти:Мадона и Мирвајз Ахмадзаи                                    | 4:40 |
| 13. | са албума Аутори: Madonna, Гај Сигсворт, Дејвид Торн Продуценти: Мадона, Гај Сигсворт и Марк Спајк Стент                     | 4:45 |
| 14. | са албума Аутори: Мадона, Вилијам Орбит, Род МекКјуен, Анита Кер, Дејвид Колинс Продуценти: Мадона и Вилијам Орбит           | 5:12 |
| 15. | са албума Аутори: Мадона, Мирвајз Ахмадзаи Продуценти: Мадона и Мирвајз Ахмадзаи                                             | 3:45 |

За разлику од The Immaculate Collection, песме нису поређане по хронолошком редоследу.

## Оригинални списак песама
Прво издање албума, које је имало другачији назив, The Second Coming, имало је и другачији списак песама, који изгледа овако:
1. – 3:45
2. – 4:36
3. – 3:58
4. – 4:32
5. – 4:33
6. – 4:33
7. "Bedtime Story" - Album Edit – 4:07
8. – 4:54
9. – 4:41
10. – 5:10
11. – 4:20
12. – 4:12
13. – 4:45
14. – 4:51
15. – 4:31

## Друга промо издања
- 2001. године CD самплери са по пет или шест песама су послати радио-станицама како би промовисали компилацију.

#### Радио семплер (5 песама)
- Иако није било винил верзије албума, Warner Bros. Records су издали седмоинчне (7") синглове са 14 од 15 песама са албума, са изузетком песме Don't Cry for Me Argentina. Сви синглови су издати у новембру 2001.
- Промо ремикс-компилација GHV2 Remixed је такође издата негде у исто време, и садржала је ретке ремиксе 12 од 15 песама са компилације, са изузетком Take A Bow, Don't Cry For Me Argentina и The Power Of Good-Bye. Није била доступна у продаји, већ је само подељена клубовима у ограниченом тиражу.

## Оцена критике
је генерално добро прихваћен од стране критике, иако су пронађене многе замерке у односу на The Immaculate Collection. "Узете појединачно, већина ових [песама] је још увек изузетна, али набацане заједно, коначни резултат је мањи од суме својих делова, иако је ово добар начин да се скупе сви Мадонини хитови из 90-их на једном месту", тврди All Music Guide. Роберт Кристго тврди да је у питању "незаобилазна колекција", a Pop Matters закључује како "највероватније, нико не би могао боље да направи уједначенију компилацију своје најнеуједначеније фазе у каријери“.

## Продаја
| Држава               | Највиша позиција на листи | Сертификација | Продаја    |
| -------------------- | ------------------------- | ------------- | ---------- |
| Аустралија           | 3                         | Платинаст     | 70 000+    |
| Бразил               |                           | Платинаст     | 250 000+   |
| Канада               |                           | Платинаст     | 100 000+   |
| Данска               | 19                        | Златни        | 20 000+    |
| Финска               | 11                        | Платинаст     | 33 179+    |
| Француска            | 2                         | Платинаст     | 200 000+   |
| Немачка              | 3                         | Платинаст     | 200 000+   |
| Мексико              | 8                         | Златни        | 75 000+    |
| Холандија            | 13                        | Платинаст     | 70 000+    |
| Нови Зеланд          | 8                         | Златни        | 7 500+     |
| Норвешка             | 5                         |               |            |
| Пољска               |                           | Златни        | 20 000+    |
| Шведска              | 23                        | Златни        | 20 000+    |
| Швајцарска           | 3                         | Платинаст     | 30 000+    |
| Уједињено Краљевство | 2                         | 2x Платинаст  | 600 000+   |
| САД                  | 7                         | Платинаст     | 1 400 000+ |
| СВЕТ                 |                           | [ 23 ] [ 24 ] | 7 000 000+ |